# Григорій Просвітитель
Святи́й Григо́рій Просвіти́тель (вірм. Գրիգոր Լուսավորիչ, Григор Лусаворич, грец. Γρηγόριος Φωστήρ чи Φωτιστής, Грегоріос Фостер чи Фотістес; Григорій Парфянин, Григор Партев; близько 252—326) — святий вірменської апостольської церкви, та інших православних церков, римо-католицької та вірменської католицької церков, перший, після гонінь царя Тиридата III, єпископ та просвітитель Вірменії. Був членом парфянського знатного роду Сурен-Пахлавів, який, своєю чергою, був гілкою царського дому Аршакідів, який мав парфянське походження. Таким чином, він був родичем вірменських монархів, які мали також парфянське походження.

## Канонічний життєпис
Житіє святого Григорія описав Агафангел, письменник IV століття, легендарний автор історії навернення Вірменії в християнство. Окрім житія в книзі Агафангела є збірник 23 проповідей, які приписуються св. Григорію Просвітителю, через що цю книгу називають також «Книгою Грігоріса» чи «Вченням Просвітителя» (вірменською мовою «Вардапетутюн»).
У книзі розповідається, що батько Григорія, Апак (Анак), підкуплений перським царем, вбив вірменського царя Хосрова І та за це сам поплатився життям; усе сімейство його було винищено, окрім молодшого сина, якого годувальниця, християнка, встигла забрати на свою батьківщину, в Кесарію Каппадокійську. Там хлопчик був хрещений ім'ям Григорій і отримав християнське виховання. Вступивши у шлюб, він скоро розлучився з дружиною: вона пішла в монастир, а Григорій вирушив до Риму і там поступив на службу до сина Хосрова, Тірідата (Тиридат III, 287—330 рр.), бажаючи старанною службою загладити провину свого батька. Прибувши до Вірменії в 287 році в супроводі римських легіонів, Тиридат III повернув собі батьківський престол. За сповідування християнства Тиридат III звелів кинути Григорія в каземати або колодязь Арташату (Артаксата), де він був в ув'язненні близько 15 років, його підгодовувала благочестива жінка. Тим часом Тиридат III впав у божевілля, але був зцілений Григорієм, після чого в 301 р. хрестився і проголосив християнство державною релігією у Вірменії. У 302 р. Григорій був висвячений на єпископа від єпископа Леонтія Каппадокійського в Кесарії, після чого він будує храм у місті Вагаршапаті — столиці царя Тиридата III. Храм був названий Ечміадзін, що в перекладі означає «зійшов Єдинородний» (тобто Ісус Христос), який, за переказами, особисто вказав Григорію місце для будівництва храму. У 325 р. Григорія запросили на Перший Вселенський Собор в Нікеї, але, не маючи можливості поїхати особисто, він відправив туди свого сина Арістакеса, який, разом із ще одним посланником на ім'я Акрітіс, привіз до Вірменії Нікейські постанови. У 325 р. Григорій передав кафедру синові, а сам пішов в усамітнення, де незабаром помер у 326 р. Його поховали у Ечміадзіні. Вірменське архієпископство довго залишалося в роді Григорія.

## Поклоніння
Майже тисячу років могила святого Григорія служила місцем поклоніння. Протягом останніх 500 років мощі святого Григорія зберігалися у вірменській церкві в Неаполі, а 11 листопада 2000 р. їх передали Католикосу всіх вірмен Гарегіну II та наразі зберігають у побудованому в 2001 році Єреванському кафедральному соборі Святого Григорія Просвітителя. На місці узилища святого Григорія знаходиться монастир Хор Вірап, в Араратській долині, біля самого державного кордону з Туреччиною. Назва монастиря в перекладі з вірменської означає «глибока яма» (вірм. Խոր Վիրապ).
Житіє Григорія переклали грецькою мовою приблизно в кінці VI століття. У X столітті Симеон Метафраст включив його у свої «Житія святих». З грецького тексту зробили переклад грецькою, грузинською та арабською мовами. Існує також ефіопська редакція, тісно пов'язана з арабським перекладом. Текст житія зберігається також у російській Минеї (пам'ять 30 вер.). Римо-католицька церква канонізувала його у 1837 році за участі папи Григорія XVI; пам'ять 1 жовтня (festa pro aliquibus locis).

## Цікаві факти
Цьому святому приписують авторство традиційної вірменської страви Харіса. Він додав пшеницю в казан, де варилося м'ясо, щоб нагодувати бідних. Коли він помітив, що каша пригорає до дна — він вигукнув «Харекх! Мішайте її!». Таким чином назва каші походить від вигуку святого.

## Світлини

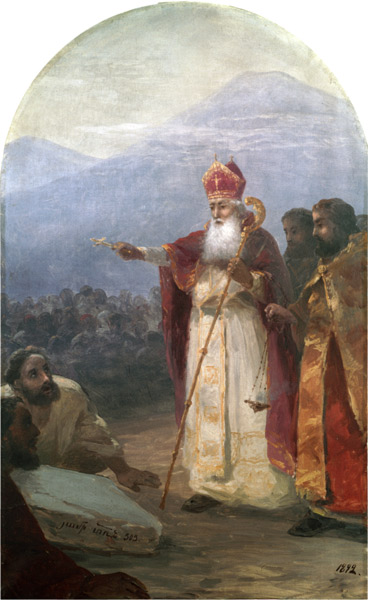
«Хрещення вірменського народу. Григорій Просвітитель» Айвазовський І. К. (Феодосійська картинна галерея,1892)
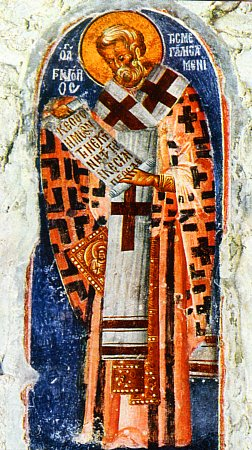
Святитель Григорій Просвітитель, ікона XIV ст., Греція
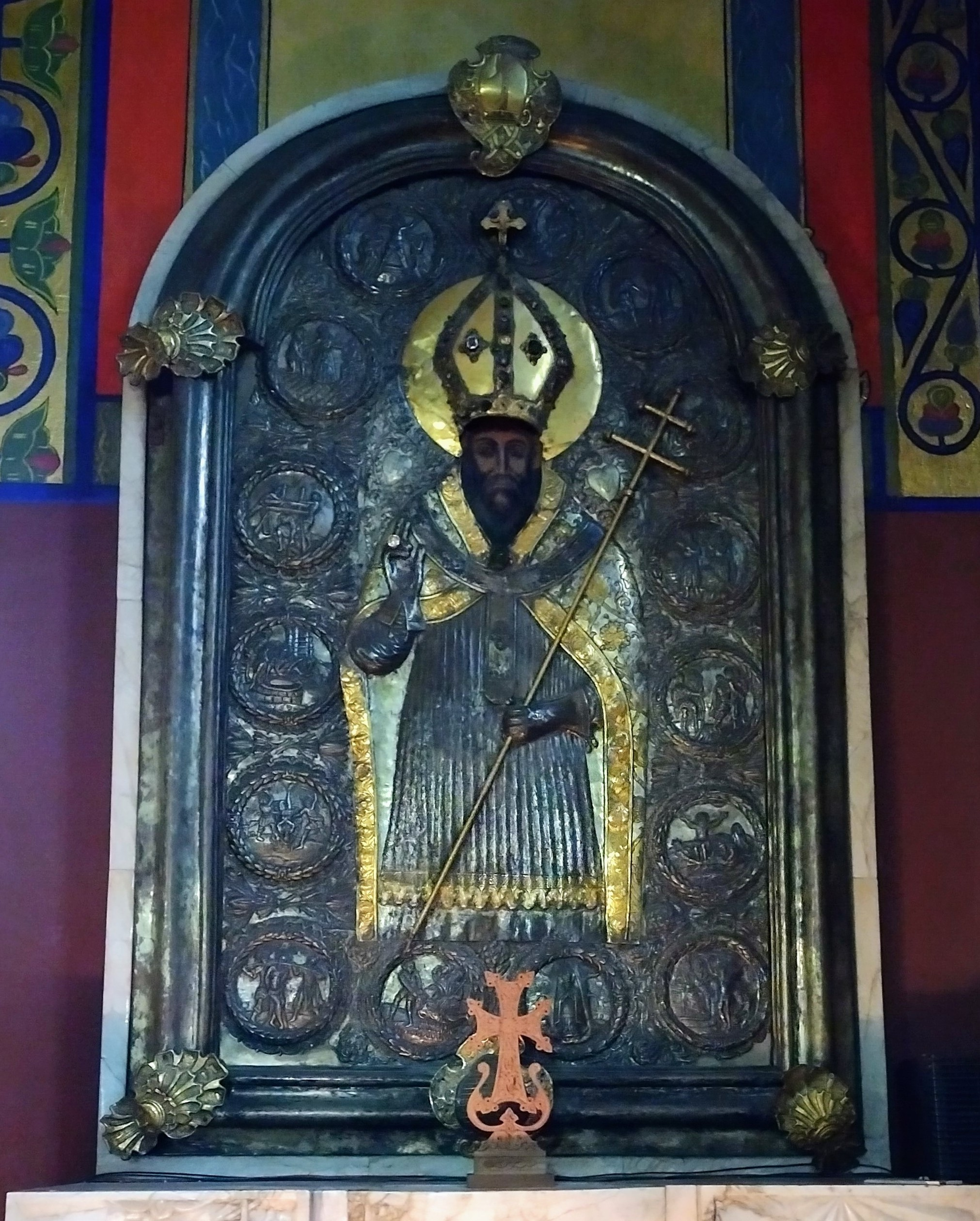
Ікона Святого Григора Лусаворіча у Вірменському соборі Львова